# استگورن
استگورن (به لاتین: Steghorn) یک کوه در سوئیس است که در کانتون برن واقع شده‌است. استگورن ۳٬۱۴۶ متر بالاتر از سطح دریا واقع شده‌است.